# Pan-islamismo

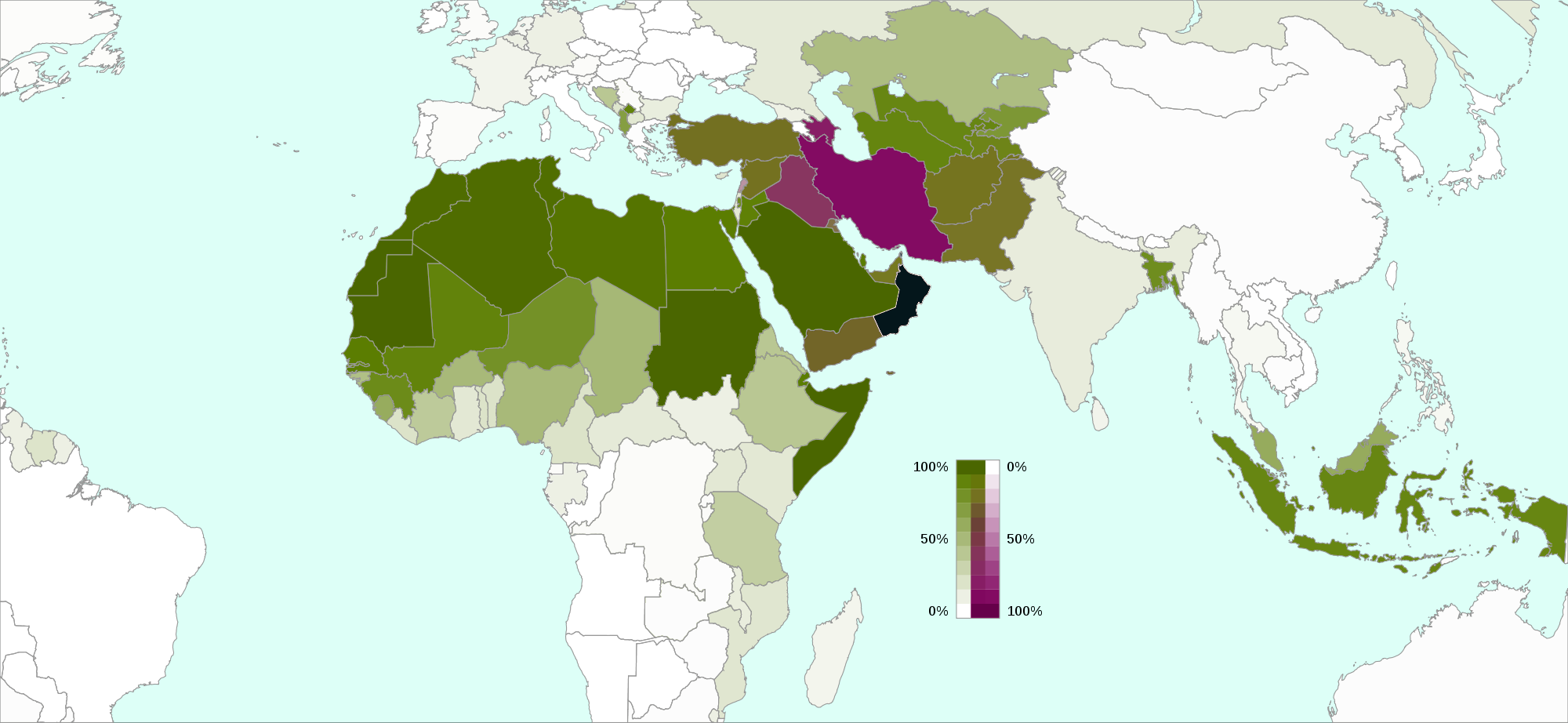
Islã por país
Sunita
Xiita
Ibadi

Pan-islamismo (em árabe: الوحدة الإسلامية) é um movimento político que evoca a unidade dos Estados islâmicos, cujas raízes se situam em Jamal al-Din al-Afghani, divulgador de ideais pan-islâmicos no mundo árabe. Ele possuía uma visão romântica da história do povo árabe e marcada por um profundo pensamento anti-iluminista, renegando as ideias de Jean Jacques Rousseau e François Voltaire, por exemplo. Analogamente à noção de kräfte, termo de origem germânica que remete à ideia de "força", Afghani desenvolve a ideia romântica de uma nação que é capaz de manter sua unidade/identidade através de forças intrínsecas que são capazes, por sua vez, de mantê-la coesa e homogênea. Posteriormente, suas ideias foram retomadas pelo aiatolá Khomeini durante a revolução islâmica ocorrida em 1979 no Irã.

## História
O modelo pan-islamismo visa os primeiros anos do Islã - o reinado de Maomé e do primeiro califado - quando se acreditava que o mundo muçulmano era forte e não corrompido em um único Estado.
Na era moderna, o pan-islamismo foi defendido por Jamal al-Din al-Afghani, que buscou a união entre os muçulmanos para resistir à ocupação colonial de terras muçulmanas. Afegãos temiam que o nacionalismo dividisse o mundo muçulmano e acreditavam que a unidade muçulmana era mais importante que a identidade étnica. Embora às vezes descrito como "liberal", al-Afghani não defendeu o governo constitucional, mas simplesmente imaginou "a derrubada de governantes individuais que eram negligentes ou subservientes a estrangeiros, e sua substituição por homens fortes e patrióticos." Em uma resenha dos artigos teóricos de seu jornal em Paris, não havia nada "favorecendo a democracia política ou o parlamentarismo", segundo seu biógrafo.
Pan-islamismo no mundo pós-colonial estava fortemente associado ao islamismo. Líderes islâmicos como Sayyid Qutb, Abul Ala Maududi e Ayatollah Khomeini enfatizaram sua crença de que um retorno à lei tradicional da Sharia tornaria o Islã unido e forte novamente. Extremismo dentro do Islã remonta ao século 7 para os Carijitas. A partir de sua posição essencialmente política, eles desenvolveram doutrinas extremas que os diferenciam dos muçulmanos tradicionais sunitas e xiitas. Os Carijitas foram particularmente notados por adotarem uma abordagem radical a Takfir, por meio da qual declararam que outros muçulmanos eram incrédulos e, portanto, consideravam-nos dignos de morte.
No período de descolonialismo após a Segunda Guerra Mundial, o nacionalismo árabe ofuscou o islamismo, que denunciou o nacionalismo como não-islâmico. No mundo árabe, partidos pan-arábicos seculares – partidos baath e nasserista – tiveram ramificações em quase todos os países árabes e tomaram o poder no Egito, na Líbia, no Iraque e na Síria. Os islâmicos sofreram severa repressão; seu principal pensador Sayyid Qutb, foi preso, sofreu tortura e mais tarde foi executado. O presidente egípcio Nasser viu a ideia da unidade muçulmana como uma ameaça ao nacionalismo árabe.
Na década de 1950, o governo do Paquistão fez uma campanha agressiva para incentivar a união entre os muçulmanos e a cooperação entre os Estados muçulmanos. Mas a resposta da maioria dos países muçulmanos a esses esforços paquistaneses não foi encorajadora. Líderes paquistaneses, experientes na intensidade do conflito hindu-muçulmano no sul da Ásia durante o movimento paquistanês, acreditaram na justiça de sua causa e, enquanto projetavam entusiasticamente o islamismo na política externa, não conseguiram entender que o Islã não desempenhava o mesmo papel de programas nacionalistas da maioria dos Estados do Oriente Médio. Muitos países muçulmanos suspeitavam que o Paquistão aspirava à liderança do mundo muçulmano.
Após a derrota dos exércitos árabes na Guerra dos Seis Dias, o islamismo e o pan-islã começaram a reverter sua relativa posição de popularidade com o nacionalismo e o pan-arabismo. Os eventos políticos no mundo muçulmano no final da década de 1960 convenceram muitos países muçulmanos a mudar suas ideias anteriores e a responder favoravelmente ao objetivo paquistanês de unidade muçulmana. Nasser abandonou sua oposição a uma plataforma pan-islâmica e tais desenvolvimentos facilitaram a primeira conferência de cúpula de chefes de Estados muçulmanos em Rabat em 1969. Esta conferência acabou sendo transformada em um órgão permanente chamado Organização para a Cooperação Islâmica.
Em 1979, a Revolução Iraniana destituiu o poder do xá Mohammad Reza Pahlavi e, dez anos depois, os mujahidins afegãos muçulmanos, com grande apoio dos Estados Unidos, conseguiram forçar a União Soviética a sair do Afeganistão. Muçulmanos sunitas pan-islâmicos, como Maududi e a Irmandade Muçulmana, abraçaram a criação de um novo califado, pelo menos como um projeto de longo prazo. O Guia xiita Ruhollah Khomeini também abraçou um supra-estado islâmico unido mas a viu liderada por um estudioso religioso (xiita) de fiqh (um faqih).
Esses eventos galvanizaram os islâmicos em todo o mundo e aumentaram sua popularidade junto ao público muçulmano. Em todo o Oriente Médio, e em particular no Egito, os vários ramos da Irmandade Muçulmana desafiaram significativamente os governos seculares nacionalistas ou monárquicos muçulmanos.
No Paquistão, o Jamiat-e Islami gozou de apoio popular, especialmente desde a formação do MMA, e na Argélia, o FIS era esperado para vencer as eleições canceladas em 1992. Desde o colapso da União Soviética, Hizb-ut-Tahrir emergiu como uma força pan-islâmica na Ásia Central e nos últimos cinco anos desenvolveu algum apoio do mundo árabe.
Um recente defensor do pan-islamismo foi o falecido primeiro-ministro turco e fundador do movimento Millî Görüş, Necmettin Erbakan, que defendeu a ideia da União Pan-Islâmica (İslam Birliği) e tomou medidas em seu governo para atingir esse objetivo, estabelecendo o Desenvolvendo 8 Países (ou D8, em oposição ao G8) em 1996 com a Turquia, Egito, Irã, Paquistão, Indonésia, Malásia, Nigéria e Bangladesh. Sua visão foi a unidade gradual das nações muçulmanas através da colaboração econômica e tecnológica semelhante à UE com uma unidade monetária única (İslam Dinarı), projetos conjuntos aeroespaciais e de defesa, desenvolvimento de tecnologia petroquímica, rede regional de aviação civil e um acordo gradual com os valores democráticos. Embora a organização se reunisse nos níveis presidencial e ministerial e os projetos de colaboração moderada continuassem até hoje, o ímpeto foi instantaneamente perdido quando o chamado Golpe pós-moderno de 28 de fevereiro de 1997 acabou derrubando o governo de Erbakan.